# Лоулесс, Кристофер
Кристофер Лоулесс (англ. Christopher Lawless; род. 4 ноября 1995 в Уигане, графство Большой Манчестер, Великобритания) — британский профессиональный  шоссейный велогонщик, выступающий за команду мирового тура «Team Sky». 

## Достижения

### Трек
2013
3-й  Чемпионат Великобритании - Омниум
2014
1-й  Чемпион Великобритании - Командная гонка преследования
1-й Шесть дней Гента (вместе с Мэттью Гибсоном)

### Шоссе
2013
1-й  Чемпион Великобритании - Групповая гонка (юниоры)
9-й - Трофей Карслберга (юниоры) - Генеральная классификация
1-й  - Очковая классификация
1-й - Этап 2
2015
6-й - Гран-при Пино Черами
2016
1-й - Этап 1 Классика Новой Зеландии
2-й - Чемпионат Великобритании - Групповая гонка (U23)
6-й - Трофей Умага
10-й - Beaumont Trophy
2017
1-й  Чемпион Великобритании - Групповая гонка (U23)
1-й - ЗЛМ Тур
1-й - Лондон Ноктюрн
1-й - Этап 3b Tour de Beauce
1-й - Этап 4 Тур де л’Авенир
2-й - Чемпионат Великобритании - Групповая гонка
3-й - Велотон Уэльс
6-й - Le Triptyque des Monts et Châteaux - Генеральная классификация